# Jacques Darmont
Pour les articles homonymes, voir Darmont (homonymie).
Radtbert Jacques Désiré Petit dit Jacques Darmont, né le 29 novembre 1894 à Champigny-sur-Marne et mort à une date indéterminée après 1939, est un réalisateur et un auteur dramatique français.

## Biographie
En dehors des articles de presse qui lui ont été consacrés à l'occasion des tournages et des sorties de ses films entre 1933 et 1937, on sait peu de choses sur Jacques Darmont sinon qu'il est le fils de l'acteur et auteur dramatique Alphonse Eugène Petit dit Albert Darmont (1863-1913), fondateur en 1905 du Théâtre Antique de la Nature à Champigny-sur-Marne,.
Metteur en scène de seulement trois films dans les années 1930, il est également connu comme librettiste de l'opérette-bouffe La Margoton du bataillon qu'il a tiré de son film en 1937 et aussi comme auteur-compositeur de chansons du même film sous le nom de Jacques Montard. On perd définitivement sa trace après une dernière apparition dans l'annuaire Le Tout-Cinéma pour la saison 1938-1939 à l'adresse du 18, rue Ballu dans le 9e arrondissement de Paris. Il avait alors 44 ans.

## Carrière au cinéma
- 1933 : La Margoton du bataillon[7]
- 1934 : L'Oncle de Pékin[8]
- 1936 : J'arrose mes galons co-réalisé avec René Pujol[9]

## Carrière au théâtre
- 1937 : La Margoton du bataillon, opérette-bouffe en 3 actes et 5 tableaux, livret de Jacques Darmont et André Mouëzy-Éon, lyrics de René Pujol, musique de Casimir Oberfeld, au théâtre de la Porte-Saint-Martin (22 décembre 1937-1er mars 1938)[10] puis en tournée.